# Pampus echinogaster
Pampus echinogaster és una espècie de peix marí pertanyent a la família dels estromatèids i a l'ordre dels perciformes.

## Descripció
El cos, comprimit, fa 60 cm de llargària màxima i és de color gris al dors, esvaint-se a blanc argentat cap al ventre, i amb petits punts negres per tot el cos. 1 única aleta dorsal amb 42-49 radis tous. Aleta anal amb 42-48 radis. Aleta caudal forcada i amb el lòbul inferior més allargat que el superior. Absència d'aletes pelvianes. Les aletes dorsal i anal neixen darrere de les bases de les aletes pectorals. 41 vèrtebres. Línia lateral contínua. 15-21 branquiespines petites i primes. Musell rom. Front lleument arquejat. Ulls petits i lleugerament més curts que el musell. Boca petita i subterminal, la qual arriba amb prou feines més enllà del marge anterior dels ulls. Absència d'opercle. L'obertura branquial es redueix a una mena d'esquerda vertical situada als costats del cos. Membrana branquial connectada a l'istme. Presenta una àrea de crestes ondulades, les quals gairebé assoleixen el nivell de l'origen superior de les aletes pectorals.

## Reproducció
La fecundació és externa.

## Alimentació
El seu nivell tròfic és de 3,35.

## Hàbitat i distribució geogràfica
És un peix marí, bentopelàgic i de clima temperat, el qual viu al Pacífic nord-occidental: les àrees sublitorals de fons sorrencs i fangosos del Japó, el mar del Japó, la mar Groga, el mar de la Xina Oriental i, potser també, el mar de la Xina Meridional, incloent-hi la península de Corea, la Xina i Taiwan (com ara, les illes Pescadors).

## Observacions
És inofensiu per als humans, el seu índex de vulnerabilitat és de baix a moderat (33 de 100) i es comercialitza fresc.